# Mała Tokmaczka
Mała Tokmaczka (ukr. Мала Токмачка) – wieś na Ukrainie, w obwodzie zaporoskim, w rejonie połohowskim. W 2023 liczyła 200 mieszkańców.